# Dionisi Cató
Dionisi Cató (en llatí Dionysius Cato) va ser un escriptor de l'antiga Roma, suposat autor de l'obra Dionysii Catonis Disticha de Moribus ad Filius.
L'obra comença amb un prefaci dirigit per l'autor al seu fill, on indica que els homes són propensos a desviar-se del camí recte per falta d'un consell adequat, i li demana que presti la seva atenció a les lliçons instructives que explica al llibre. Segueixen cinquanta-sis proverbis, expressats de forma breu, com ara parentem ama ('estima als pares'), diligentiam adhibe ('sigues diligent'), jus-jurandum serva ('manté els juraments') i d'altres de semblants. Després ve el cos principal de l'obra, format per una sèrie de preceptes morals, cent quaranta-quatre, escrits en forma de sentència cada apotegma en dos hexàmetres dactílics. La col·lecció està dividida en quatre llibres. El segon, el tercer i el quart inclouen breus prefacis escrits en vers, i el conjunt s'acaba amb una mena d'apologia que explica els temes que es presenten al lector.
Probablement el nom no és el de l'autor sinó un sinònim. La biblioteca del Monestir de Montserrat té un incunable amb texts seus.

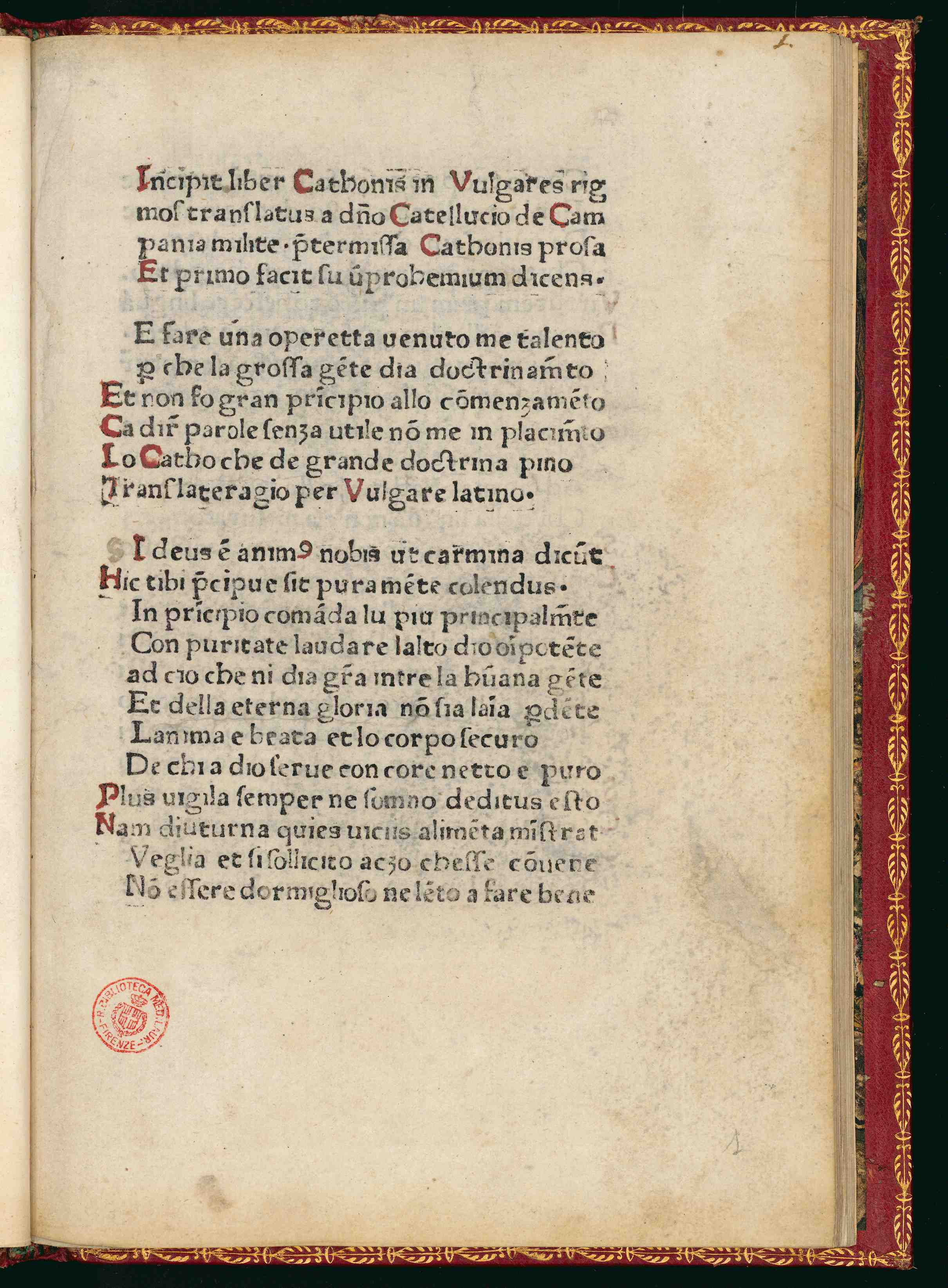
Disticha Catonis, 1475

Hi ha hagut moltes controvèrsies sobre qui va ser realment l'autor del llibre. S'ha dit que podria ser de Sèneca o d'Ausoni, s'ha atribuït a Quint Sammònic Serè, a Boeci, a un Octavi i a un Probe, i a altres autors desconeguts. S'ha dit que era una mostra de la millor llengua llatina, i també que les seves expressions eren bàrbares, i que indicaven un llatí degenerat. Els pensaments que expresa s'han considerat una mostra de la més alta filosofia, i també un garbuix d'expressions inútils. S'ha dit que havia de ser un escriptor cristià, i algú va resseguir els seus proverbis comparant-los amb la Bíblia. Altres autors consideren que era una mostra de tota la religió i la moral romana. Erasme de Rotterdam, Lorenzo Valla i Joseph Juste Scaliger el van lloar.
| « | Rem tibi quam nosces aptam dimittere noli, fronte capillata, post est occasio calva. (en català: Quan ets informat sobre una oportunitat, no la deixis passar! De front, té cabells, d'esquena l'ocasió és calba) | » |